# Inés María Zabaraín
Inés María Zabaraín Pinto (Ciénaga, Magdalena; 21 de agosto de 1969) es una periodista y presentadora de televisión colombiana de ascendencia vasca. 

## Biografía
Nació el 21 de agosto de 1969 en el municipio de Ciénaga en el departamento de Magdalena y es la segunda hija del matrimonio de Orlando Zabaraín Riascos e Inés Pinto Elías. A los cuatro años de edad se fue a vivir a Santa Marta para llevar a cabo sus estudios de primaria en el Colegio Divino Niño, y el bachillerato en el Colegio La Presentación. Una vez graduada de secundaria, se radicó en Bogotá e ingresó a la Pontificia Universidad Javeriana, en donde estudió Comunicación Social y Periodismo. Durante un año estuvo en Ohio, Estados Unidos, como parte de un programa de intercambio universitario para el aprendizaje del idioma inglés.
Mientras adelantaba los últimos semestres de carrera, comenzó sus prácticas en las secciones Pizarras e Itinerario, del programa Educadores de Hombres Nuevos, producido por la Pontificia Universidad Javeriana para la Cadena Tres de Inravisión (hoy Señal Colombia). Posteriormente, hizo parte del grupo de presentadoras del magazín Panorama, para la programadora de Producciones JES.

## Trayectoria profesional

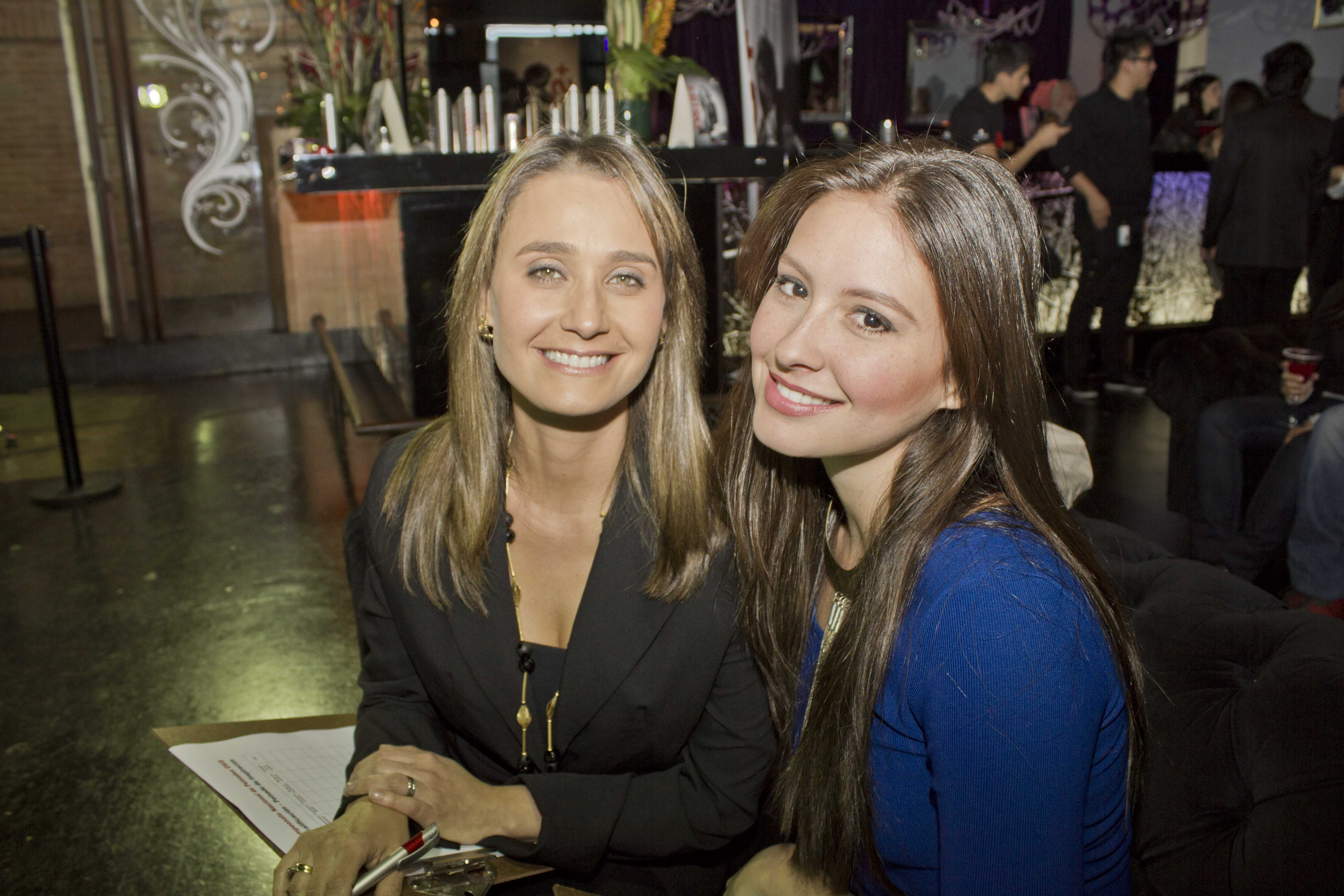
Inés María Zabaraín y Taliana Vargas en un evento.

En 1992, fue encargada de presentar la sección de farándula de Clips para QAP Noticias, días los viernes, y cuando se retira la presentadora titular de las noticias generales, Adriana La Rotta, Inés María la reemplazó, formando dupla con el también periodista y presentador Jorge Alfredo Vargas. Cuando QAP Noticias salió del aire debido a que se terminó la vigencia de la licitación, al finalizar el 31 de diciembre de 1997.
El 2 de enero de 1998 ingresó al Noticiero Nacional, Inés María Zabaraín hizo una pausa para ser madre por primera vez, luego de lo cual hizo parte de la nómina de colaboradores de la revista Cambio y fue editora general durante cinco años de la versión latinoamericana de la revista 20/20, sobre temas de optometría. 
Años más tarde, también participó en un programa radial vespertino de W Radio.
Desde 1999 hasta febrero de 2011 estuvo vinculada a Caracol Televisión como presentadora de Noticias Caracol, rotando paulatinamente por todas las emisiones, y conduciendo un segmento de entrevistas y consejería para padres que se denominó En Familia. Igualmente, presentaba el programa Colombia más Cerca, emitido por Caracol TV Internacional y en algunas ocasiones, realizó entrevistas para el periodístico El radar.
El 2 de marzo de 2011 debutó en la presentación de la emisión principal del Noticiero CM&, y junto con Adriana Tono y Cathy Bekerman, tuvo a su cargo la sección 1, 2, 3..., especializada en política.
En septiembre de 2019 ingresó a Canal RCN, para presentar la emisión central del informativo de Noticias RCN.

## Vida personal
Se casó en Santa Marta el 18 de mayo de 1996 con el periodista Jorge Alfredo Vargas con quien se conoció cuando presentaban QAP Noticias y tienen tres hijos: Laura, Sofía y Felipe Vargas Zabaraín.
Su hija Laura es cantante y mientras que su hija Sofía es actriz.
Su madre Inés Pinto Elías sufrió de ceguera.

## Premios y nominaciones
| Año  | Premiación                    | Trabajo nominado | Categoría                     | Resultado | Ref.  |
| ---- | ----------------------------- | ---------------- | ----------------------------- | --------- | ----- |
| 2015 | XXXI Premios India Catalina   | Noticiero CM&    | Mejor presentador de noticias | Nominada  | [ 6 ] |
| 2017 | XXXIII Premios India Catalina | Noticiero CM&    | Mejor presentador de noticias | Nominada  | [ 7 ] |